# 哈立德·巴格达什
哈立德·巴格达什（阿拉伯語：خالد بكداش，羅馬化：Khalid Bagdash，1912年—1995年7月24日），敘利亞政治人物，阿拉伯人。

## 生平
18岁时成为大马士革大学的学生，在法国占领叙利亚后活跃于学生运动。1930年，开始参加共产主义活动。1934年，前往莫斯科的东方共产主义劳动大学进修，1936年回国擔任叙利亚和黎巴嫩共产党书记，直至過世為止。他也被稱為阿拉伯世界共產黨的元老。1954年，成为阿拉伯地区第一位当选议会议员的共产党人，被称作“阿拉伯共产主义的校长”。
1970年，叙利亚复兴党总书记哈菲兹·阿萨德上台后表示，在可控的政治环境下实现多元化的人民民主。在这种情况下，1972年，成立统一战线性质的叙利亚全国进步阵线。巴格达什决定叙利亚共产党加入该政治联盟。1973年底，叙利亚共产党因政见不同而分裂为两个主要派别：一派以总书记哈立德·巴格达什为首，认为叙利亚阿拉伯复兴社会党政权是民族进步政权，主张与之合作；另一派以中央政治局委员亚德·图尔克为首，指责巴格达什专权和搞个人崇拜，反对一切听命于苏共。此外还有以穆拉德·尤素福为首的基层组织派等几个较小派别。
20世纪80年代初，叙利亚政府宣布了对叙利亚共产党的禁令。该党许多活动受到限制并被安全部门严密监视，叙利亚共产党出版的《人民斗争》和《光明》刊物受到严重影响。1986年，由于叙利亚政府与苏联的良好关系，对叙利亚共产党的禁令解除。
1986年，叙利亚共产党中央总书记巴格达什和副书记优素福·费萨尔就苏联最高领导人米哈伊尔·戈尔巴乔夫的改革与开放政策产生了严重分歧，叙利亚共产党分裂为叙利亚共产党（巴格达什派）和叙利亚共产党（费萨尔派）。分裂后的两党仍各自以“叙利亚共产党”的名义加入全国进步阵线。
1995年哈立德·巴格达什在大马士革去世，享年83岁。他的遗孀维萨尔·法尔哈·巴格达什接续他为总书记。

## 获得奖项
- 列宁勋章（1982年12月11日）
- 十月革命勋章（1972年11月14日）
- 友谊勋章（1983年9月6日）[2]